# Institut national de recherche en informatique et en automatique
Institut national de recherche en informatique et en automatique (INRIA; deutsch Nationales Forschungsinstitut für Informatik und Automatisierung) ist eine staatliche französische Forschungseinrichtung mit technologischem und wissenschaftlichem Charakter. Sie steht unter der gemeinsamen Zuständigkeit des nationalen Ministeriums für Bildung, Forschung und Technologie und des Ministeriums für Wirtschaft und Finanzen. Ihr Sitz befindet sich in Le Chesnay im Département Yvelines.
Das Institut wurde 1967 als IRIA (Institut de Recherche en Informatique et Automatique) gegründet und wurde ab 1980 INRIA genannt. Es arbeitet auf internationaler Ebene eng mit dem World Wide Web Konsortium (W3C) zusammen, dessen europäischer Sitz es auch von April 1995 bis zum Jahr 2003 war.

## Standorte
INRIA ist an verschiedenen Standorten vertreten:
- Grenoble
- Nancy ("Loria")
- Rennes ("IRISA")
- Bordeaux
- Paris
- Sophia Antipolis
- Saclay
- Lille
- Siège

## Tätigkeitsbereiche
- Netzwerke und Systeme
- Softwareengineering und Operatorenrechnung
- Interaktionen Mensch-Maschine, Bilder, Daten, Kenntnisse
- Simulation und Optimierung komplexer Systeme

## Aufgabengebiete
- Grundlegende und angewandte Forschungsaufgaben, dabei insbesondere die Integration des, innerhalb des Wissenschafts- und Technologiebereiches, an Bedeutung gewonnenen Bereiches der Information und Kommunikation (I&K)
- Verwirklichung von Versuchssystemen
- Organisation des internationalen Austausches
- Absicherung des Transfers und der Verbreitung von Erkenntnissen und Wissen
- Beitrag zur Aufwertung von Forschungsergebnissen
- Teilnahme an Kooperationsprogrammen für Entwicklung, besonders durch die Bildung
- Erstellung wissenschaftlicher Gutachten
- Beitrag zur Standardisierung

## Entwicklungen
- CaML
- Caml Light
- CHORUS, ein Echtzeitbetriebssystem
- OCaml
- Coq
- Bigloo, eine Scheme-Implementierung
- Scilab / Scicos, ein Software-Paket für Anwendungen aus der Numerischen Mathematik

## Auszeichnungen
2024 gewann Cordelia Schmid, Forschungsdirektorin am INRIA, den Europäischen Erfinderpreis des Europäischen Patentamts für die Entwicklung selbstverbessernder maschineller Lernmodelle.